# Downton Abbey
Downton Abbey er en britisk historisk dramaserie, der foregår i begyndelsen af 1900-tallet, som er skabt af Julian Fellowes. Serien havde premiere på ITV i Storbritannien den 26. september 2010, og i USA på PBS, som støttede produktionen af serien som en del af sin Masterpiece Classic-antologi den 9. januar 2011.
Serien foregår i årene 1912 til 1926 i det fiktive gods Downton Abbey, som ligger i Yorkshire, og skildrer livet i den aristokratiske Crawley-familie og deres tjenestefolk i den post-edwardianske periode, hvor en række store historiske begivenheder påvirker deres liv og det sociale heirarki i Storbritannien. Blandt disse begivenheder er nyhederne om Titanics forlis i første serie; udbruddet af første verdenskrig, den spanske syge og Marconi-skandalen i anden serie; den irske uafhængighedskrig der ledte til dannelsen af Den irske fristat i tredje serie; Teapot Dome-skandalen i fjerde sæson; Parlamentsvalget i Storbritannien 1923, Amritsarmassakren og ølkælderkuppet i femte sæson. Den sjette og sidste sæson introducerede arbejderklassens opkomst i mellemkrigstiden og indikationer mod at det britiske aristokrati endeligt vil ophøre.
Downton Abbey har modtaget stor kritikerros og anerkendelse, samt vundet adskillige priser, inklusive Golden Globe for bedste miniserie eller tv-film og Primetime Emmy Award for Outstanding Limited Series. Den blev anerkendt af Guinness Rekordbog som værende den mest kritikerroste engelsksprogede tv-serie i 2011. Den har modtaget det højeste antal nomineringer blandt alle internationale tv-serie nogensinde ved Primetime Emmy Awards, med sammenlagt 27 nomineringer (efter to sæsoner). Det var den mest sete tv-serie på både ITV og PBS, og efterfølgende blev serien den mest succesfulde britiske historiske drama siden Brideshead Revisited fra 1981.
Den 26. marts 2015 annoncerede Carnival Films og ITV at den sjette sæson ville blive den sidste i serien. Den blev sendt på ITV mellem 20. september og 8. november 2015. Den sidste episode, som også fungerede som den årlige jule-special, blev sendt den 25. december 2015. Det blev bekræftet den 13. juli 2018, at der ville blive produceret en film, som en umiddelbar efterfølger.

## Handling
Serien handler om slottet Downton, som ejes af familien Crawley. Robert Crawley (Hugh Bonneville) og hans kone, Cora (Elizabeth McGovern), er gamle og ønsker, at slottet forbliver i familiens eje. De ønsker at se deres ældste datter, Mary (Michelle Dockery), blive gift med den rette arvtager til Downton (da Robert og Cora ikke har fået drengebørn, deres døtre kan ikke automatisk arve slottet). Cora forsøger at udfordre arvefølgen med hjælp fra Roberts mor, Violet Crawley (Maggie Smith), og får kontakt til en ung mand, der viser sig kun at være ude efter pengene. Den rette arvtager, Matthew Crawley (Dan Stevens), som ikke er opvokset i så fine omgivelser, bliver af Robert, som faktisk ikke vil udfordre arvefølgen, inviteret til at bo i byen. Matthew mener ikke, at det er nødvendigt med en påklæderske, og desuden har han et job og holder "weekend", hvilket Mary synes er for malplaceret i en rig familie som familien Crawley. Matthews mor, Isobel Crawley (Penelope Wilton), med sin sygeplejerskebaggrund fra de sydafrikanske krige, begynder med et projekt på et nærliggende hospital med stor modstand fra enkefruen Violet. Men selvom enkefruen ikke går ind for projektet på hospitalet, ønsker hun alligevel – og med stor opbakning fra resten af familien – at Mary gifter sig med Matthew.
Egentlig skulle Mary giftes med en grandfætter Patrick, der var den rette arvtager til slottet. Men eftersom både han og en onkel omkom på Titanic, må Mary finde sig en ny. Men Mary er ikke nem, og hendes yngre søster, Edith (Laura Carmichael), har det med at snuppe de kasserede.
Imens dukker en ny person op hos tjenestefolkene. Bates (Brendan Coyle) er en af grevens bekendte, og han får arbejde som kammertjener, hvilket han klarer rigtig skidt på grund af et dårligt knæ. De andre tjenestefolk, blandt andet Thomas (Rob James-Collier) og Carson (Jim Carter), er imod det. Thomas, fordi han selv ønsker status som kammertjener, og Carson fordi han ikke mener Bates kan klare det.

## Personer

### Herskabet
- Robert Crawley (Hugh Bonneville) er greve af Grantham. Han er far til Mary, Edith og Sybil, og Coras mand. Han ejer Downton Abbey, og er familien Crawleys overhoved.
- Cora Crawley (Elizabeth McGovern) er grevinde af Grantham. Hun er mor til Mary, Edith og Sybil, og Roberts kone.
- Mary Crawley (Michelle Dockery) er den ældste af de tre døtre af Robert og Cora Crawley. Hun skal finde en mand i familien, så slottet kan forblive familien Crawleys. Hun er kæreste med redaktør Carlisle (Iain Glen) så han sørger for at rygterne om at et gæst af slottet døde i lady Marys seng, bliver dysset ned. Hun er selvstændig og ikke en mainstreamer.
- Edith Crawley (Laura Carmichael) er den mellemste af døtrene. Så snart storesøster Mary har smidt en udkåren væk, tager hun over. Hun er usikker på sig selv og genert.
- Sybil Crawley (Jessica Brown Findlay) er den yngste. Hun er forelsket i chaufføren Branson, og er villig til at trodse sin familie for at blive gift med ham.
- Violet Grantham (Maggie Smith) er mor til Robert Crawley og Rosamund Painswick (Samantha Bond). Hun er humoristisk men bestemt.
- Matthew Crawley (Dan Stevens) er forelsket i Mary, og hun i ham, men skal giftes med Lavinia Swire (Zoe Boyle). Da hun dør af sygdom, bliver han gift med Mary.
- Isobel Crawley (Penelope Wilton) er mor til Matthew, og sørger for at Downton Abbey i krigstiden bliver lavet om til rekreationshjem.

### Tjenstefolkene
- Jim Carter (Mr Charles Carson, butler)
- Phyllis Logan (Mrs Elsie Hughes, husholderske)
- Lesley Nicol (Mrs Beryl Patmore, kok)
- Brendan Coyle (John Bates, Lord Granthams kammertjener)
- Siobhan Finneran (Sarah O'Brien, Lady Granthams kammerjomfru)
- Rob James-Collier (Thomas Barrow)
- Thomas Howes (William Mason)
- Joanne Froggatt (Anna Smith, senere Bates, Lady Marys påklæderske)
- Rose Leslie (Gwen Dawson)
- Sophie McShera (Daisy, køkkenassistent)
- Andrew Westfield (Lynch, stalddreng)
- Kevin Doyle, (Molesley, Matthew Crawleys butler)
- Christine Lohr (Mrs Bird, Matthew Crawleys kok)

## Produktion
En meget stor del af optagelserne til serien er gjort på og omkring Highclere Castle. Køkkenet, servants' quarters og arbejdsområder, samt nogle af soveværelserne "upstairs" blev lavet som kulisser og filmet i Ealing Studios.
Derudover har man optaget på bl.a. Inveraray Castle i Argyll i Skotland, Alnwick Castle i Northumberland, restauranten Rules i London, Royal Holloway der er en del af University of London, Horsted Keynes railway station, Greys Court, Waddesdon Manor og udendørs scener i landsbyen blev filmet i landsbyen Bampton i Oxfordshire.